# I-14
El I-14 (イ-14?) fue un submarino portaaviones del Tipo AM de la Armada Imperial Japonesa capaz de transportar dos hidroaviones de ataque, que participó en la Segunda Guerra Mundial.

## Descripción
El diseño del I-14, al igual que el de sus gemelos, estaba basado en el de los Tipo A2, pero se modificaron durante su construcción para poder equipar dos hidroaviones en su hangar. Este ocupaba la línea de crujía, ligeramente desplazado en diagonal hacia estribor por la popa, y debido a su mayor longitud obligó a desplazar a babor la torre de la vela, de un modo análogo al empleado en los Clase I-400. Trasportaba dos hidroaviones biplaza de ataque Aichi M6A Seiran.
Con un desplazamiento de 3.600 t en superficie, el I-14 tenía la capacidad de sumergirse hasta 100 m, desarrollando entonces una velocidad máxima de 5,5 nudos, con una autonomía de 96 millas náuticas a una velocidad reducida de 3 nudos. En superficie, su autonomía era de 21.000 millas náuticas a una velocidad de crucero de 16 nudos, ligeramente inferior de la máxima que podía desarrollar, 16,7 nudos. 
El armamento antiaéreo era relativamente pesado si se compara con el habitualmente instalado en un submarino, pues consistía en siete cañones automáticos Tipo 96 de 25 mm, seis de ellos en dos montajes triples a popa y proa de la cubierta ubicada sobre el hangar, y el séptimo a popa de la torre de la vela.

## Historial
Apenas cinco días después de entrar en servicio, el 19 de marzo de 1945 sobrevivió indemne a un ataque aéreo masivo por parte de aparatos de la Task Force 58 contra la base naval de Kure. El 27 de mayo es equipado con un nuevo modelo de esnórquel, que resultará providencial poco más tarde.
En junio se preparó la Operación Arashi, un ataque a la base estadounidense de Ulithi. En una misión combinada de todos los submarinos Tipo AM y Clase I-400, los primeros transportarían desmontados aviones de reconocimiento de largo alcance Nakajima C6N1 hasta Truk, desde donde realizarían la observación necesaria para los M6A de ataque transportados por los gigantes I-400.
El I-14 fue atacado cuando se dirigía a Truk por aparatos embarcados y destructores, viéndose obligado a permanecer sumergido durante 35 horas, con lo que agotó sus baterías y las reservas de aire comprimido. Siendo incapaz de emerger, se consiguió desplegar el esnórquel y activar los motores diésel, permitiendo la recarga de las baterías y el normal funcionamiento de la nave. El 4 de agosto se alcanzó Truk. 
El 15 de agosto se recibe la orden de rendición y de dirigirse a Japón vía Hong Kong navegando en superficie. Tras deshacerse de hidroaviones, torpedos, munición y documentos, deja la base de Truk el 18 de agosto enarbolando la bandera negra de rendición, siendo interceptado el 27 del mismo mes por los destructores USS Murray y USS Dashiell, 227 millas al noroeste de Tokio en la posición (37°38′N 144°52′E / 37.633, 144.867), ante los cuales formaliza su entrega, siendo una de las unidades navales japonesas presentes en la bahía de Tokio durante la firma del Acta de Rendición de Japón a bordo del USS Missouri.
Es trasladado a Pearl Harbor el 6 de enero de 1946, siendo analizado durante varios meses, hasta que el 28 de mayo de 1946 es hundido como blanco naval por el submarino USS Bugara en la posición (21°13′N 158°8′O / 21.217, -158.133). Los restos permanecerían sin explorar hasta el 15 de febrero de 2009, cuando los sumergibles Pisces IV y Pisces V del Hawaii Undersea Research Laboratory los localizan a 800 metros de profundidad.